# Gisulf Ier de Bénévent
Pour les articles homonymes, voir Gisulf.
 Gisulf Ier de Bénévent, né vers 686 et mort en 706, est un duc lombard de Bénévent; il règne de 689 à 706. 

## Biographie
Gisulf Ier est le fils cadet de Romuald Ier de Bénévent et de Theoderada, fille du duc Lupus de Frioul. Il succède à son frère aîné Grimoald II et règne 14 ans selon le Chronicon Salernitanum.  Il épouse une certaine Winiperge dont Romuald II de Bénévent son successeur.
Vers 705 selon Paul Diacre Gisulf s'empare des cités de Sora, Arpino, et Arce. Il s'avance dans le Latium jusqu'à un certain Horrea, pillant et brûlant la région jusqu'à ce qu'il rencontre les ambassadeurs du pape Jean VI, qui rachètent les captifs et réussissent à le convaincre de rentrer dans ses domaines.